# Nephtheidae
Famille
Nephtheidae est une famille de coraux mous de l'ordre des Alcyonacea.

## Liste des genres et espèces
Selon World Register of Marine Species (26 septembre 2014) :
- genre Capnella Gray, 1869
- genre Chondronephthya Utinomi, 1960
- genre Chromonephthea van Ofwegen, 2005
- genre Coronephthya Utinomi, 1966
- genre Dendronephthya Kuekenthal, 1905
- genre Drifa Danielssen, 1886
- genre Duva Koren & Danielssen, 1883
- genre Eunephthya Verrill, 1869
- genre Gersemia Marenzeller, 1877
- genre Lemnalia Gray, 1868
- genre Leptophyton van Ofwegen & Schleyer, 1997
- genre Litophyton Forskål, 1775
- genre Neospongodes Kükenthal, 1903
- genre Nephthea Audouin, 1826
- genre Pacifiphyton Williams, 1997
- genre Paralemnalia Kükenthal, 1913
- genre Pseudodrifa Utinomi, 1961
- genre Scleronephthya Studer, 1887
- genre Stereonephthya Kükenthal, 1905
- genre Umbellulifera Thomson & Dean, 1931

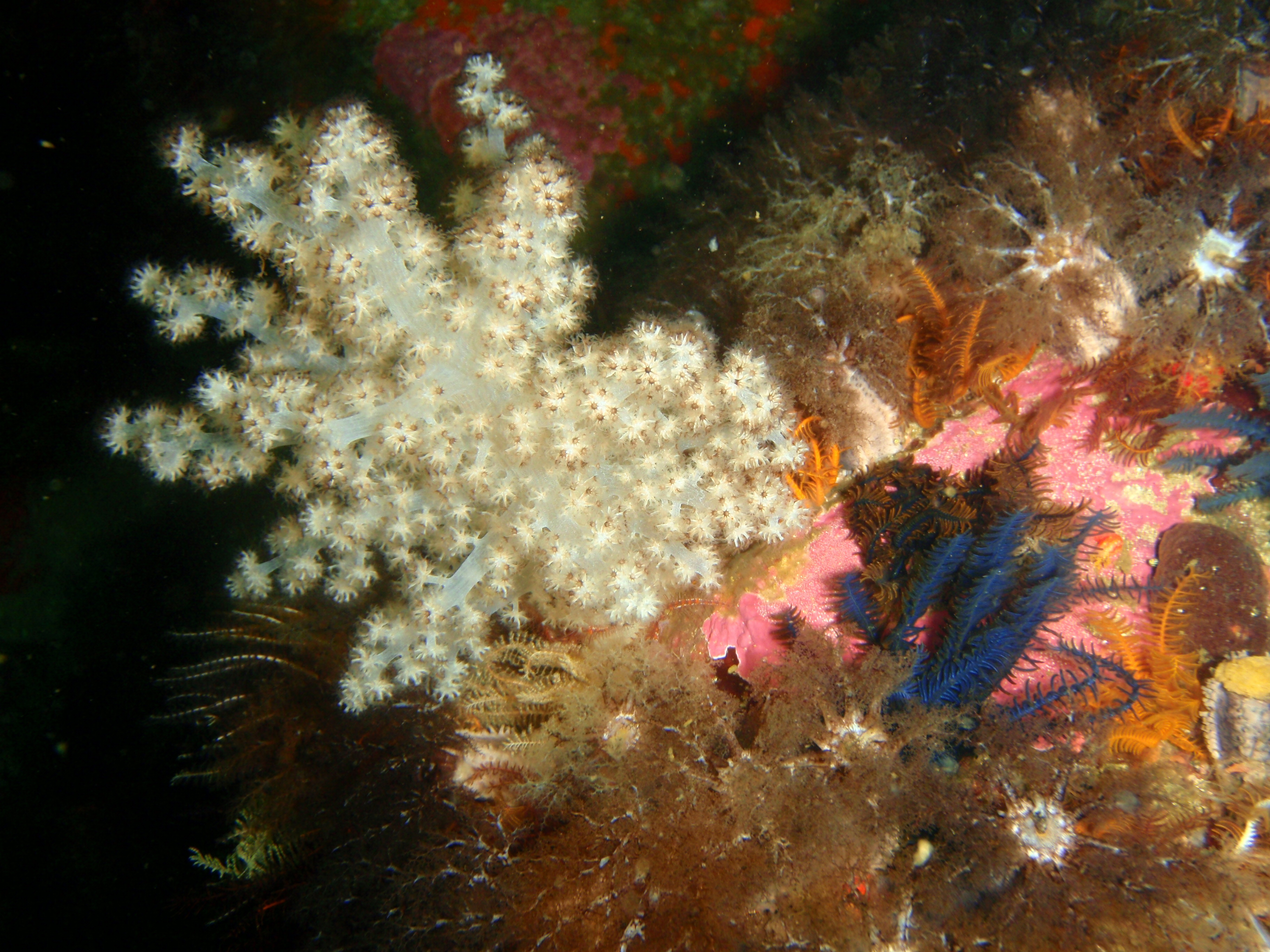
Capnella thyrsoidea
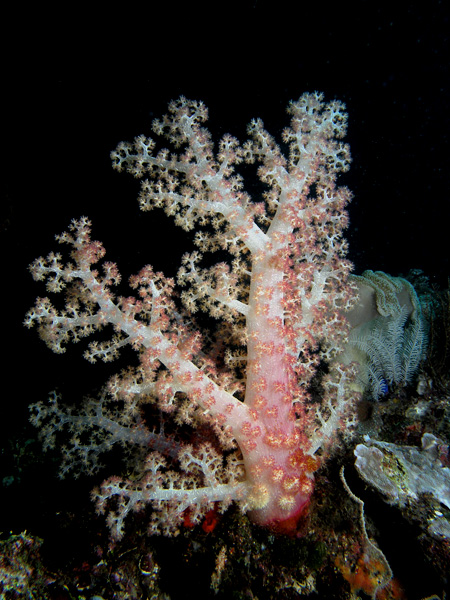
Dendronephthya klunzingeri
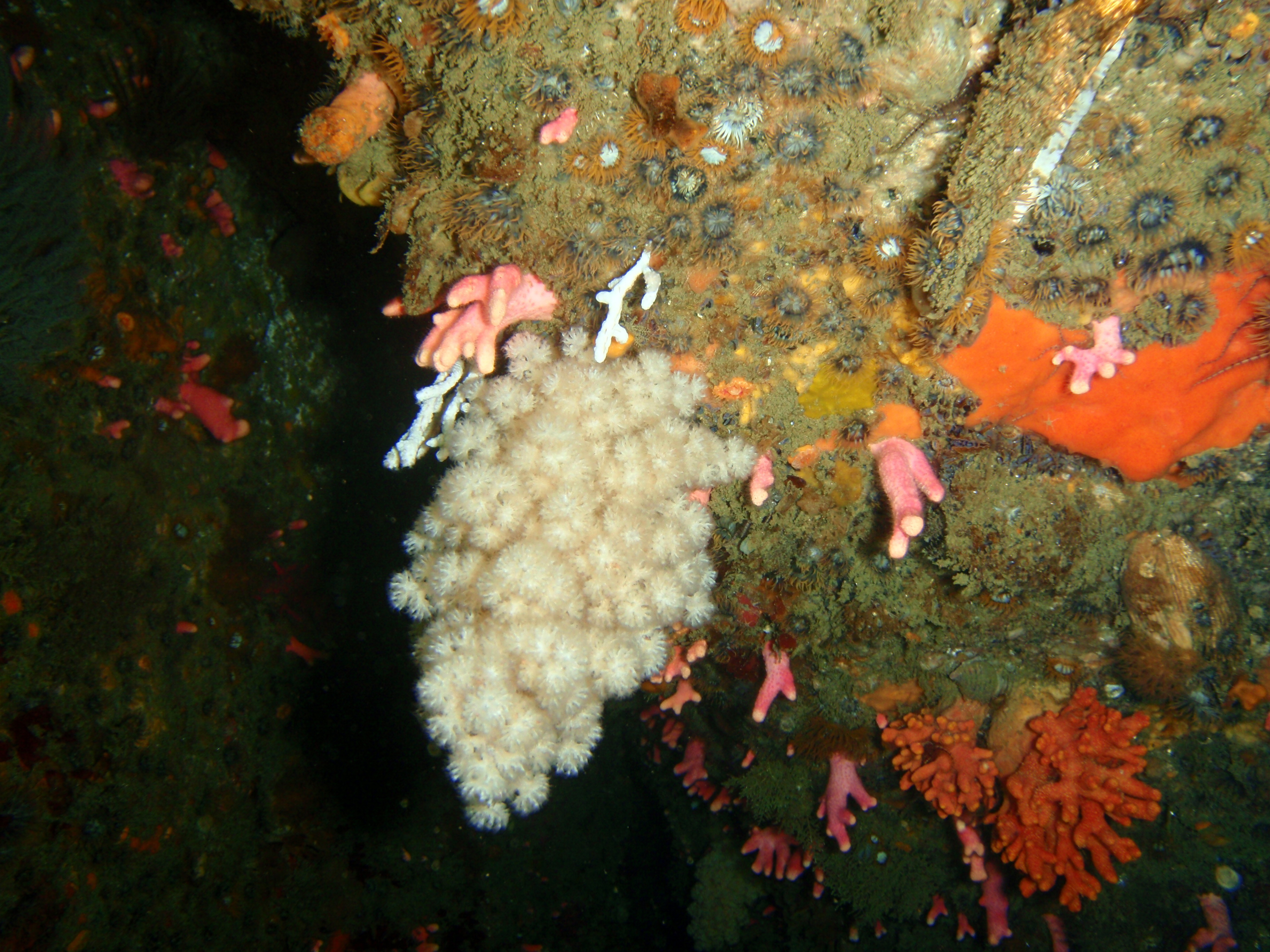
Eunephthya thyrsoidea
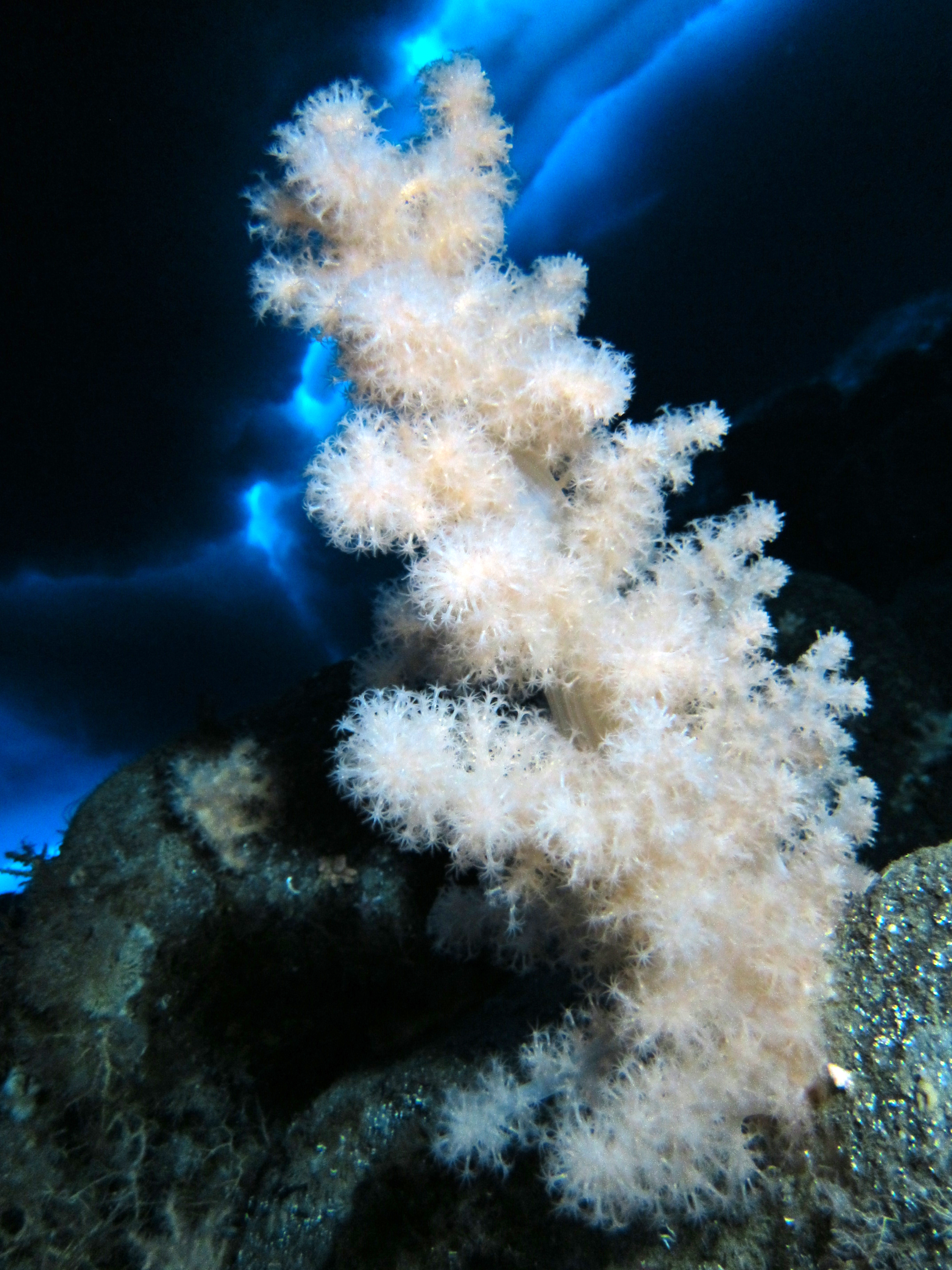
Gersemia antarctica
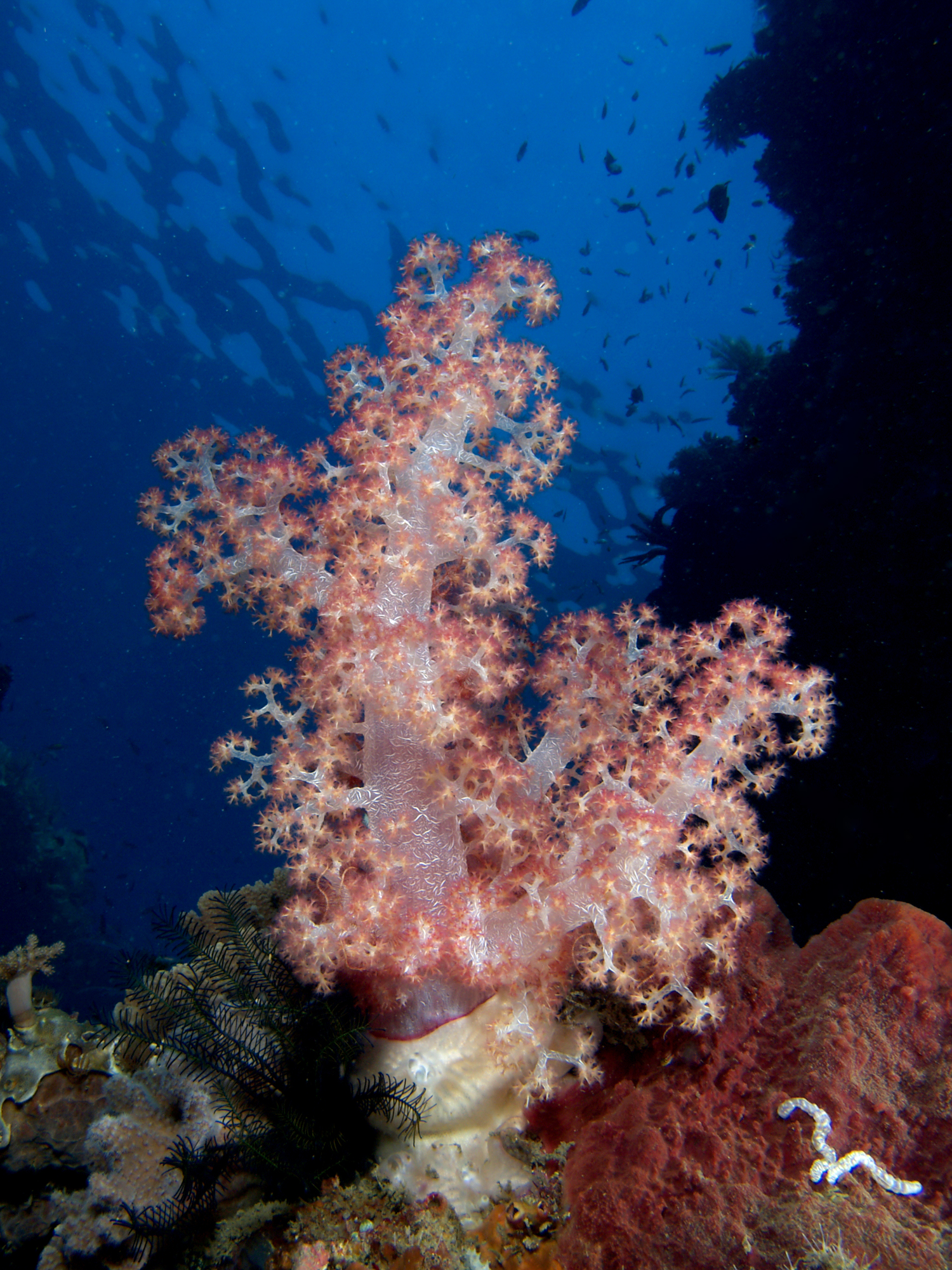
Nephthya sp.
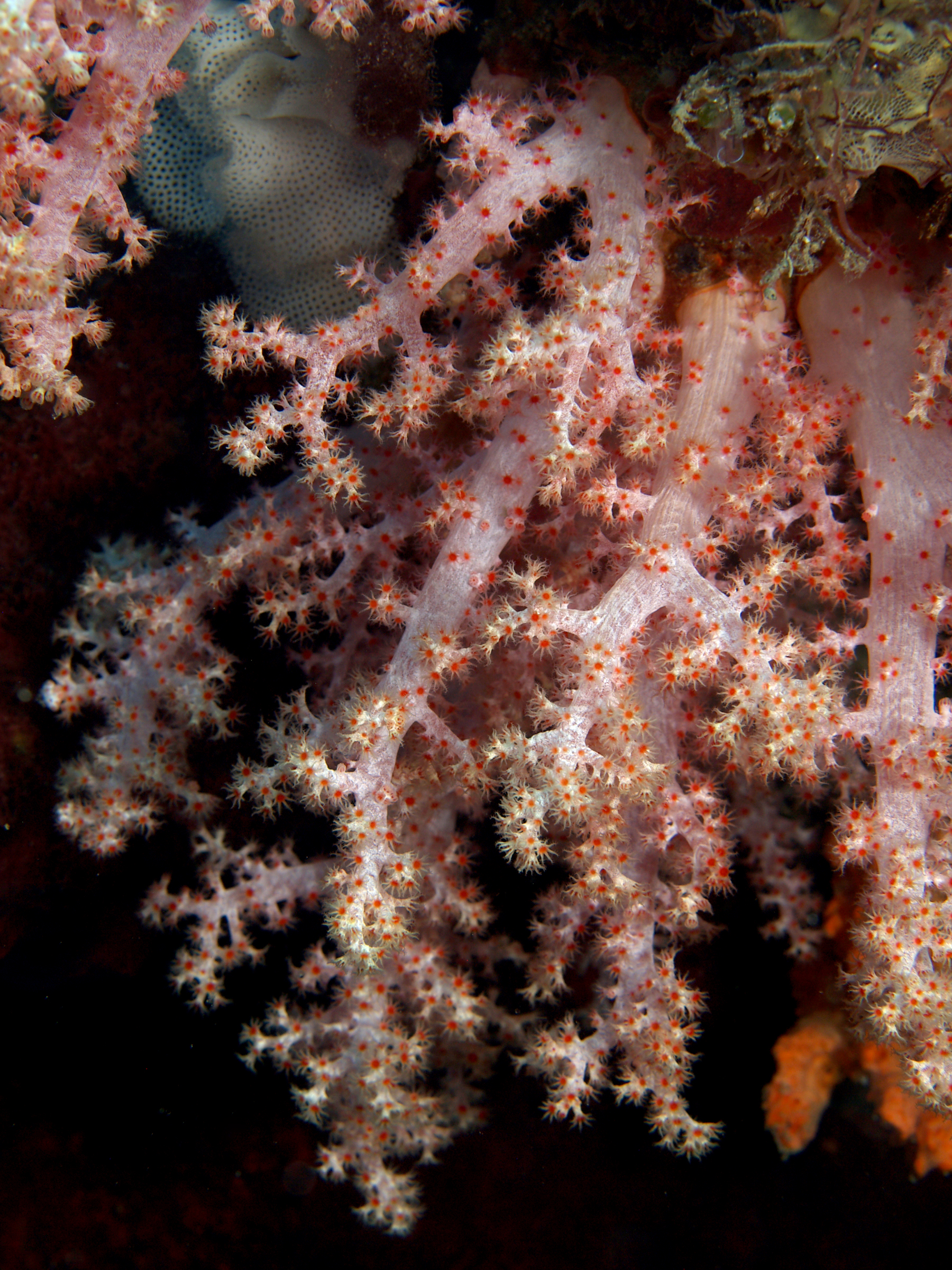
Scleronephthya sp.